# 내향성 칼륨 통로
내향성 칼륨 통로(영어: inward-rectifier potassium channel)는 세포막에 존재하면서 칼륨을 통과시키는 막 단백질이다. 주로 세포막의 휴지 전압을 유지한다. 탈분극 상태보다 분극 상태에서 칼륨을 더 잘 통과시키지만 이는 전압 개폐 포타슘 채널의 개폐 기전과는 달리 세포 안 쪽에서 마그네슘이나 폴리아민과 같은 양전하를 띤 물질들이 채널의 통로를 막기 때문에 일어나는 현상이다. 비록 내향성 전류의 크기가 훨씬 크지만 외향성 전류에 생리적 의미가 있다. 현재까지 일곱 종류가 발견되었다.

## 같이 보기
- 수송체 분류 데이터베이스